# Enuliophis sclateri
Genre
Espèce
Synonymes
- Leptocalamus sclateri Boulenger, 1894
- Enulius sclateri Boulenger, 1894

Enuliophis sclateri, unique représentant du genre Enuliophis, est une espèce de serpents de la famille des Dipsadidae.

## Répartition
Cette espèce se rencontre au Nicaragua, au Honduras, au Costa Rica, au Panama et en Colombie. Elle est présente jusqu'à 1 285 m d'altitude.

## Description
L'holotype de Enuliophis sclateri mesure 380 mm dont 150 mm pour la queue. Cette espèce a la face dorsale uniformément brun sombre. Sa tête est jaune avec une tache noire sur le museau et une autre autour de chaque œil. Sa face ventrale est uniformément jaunâtre.

## Étymologie
Cette espèce est nommée en l'honneur de Philip Lutley Sclater.

## Publications originales
- Boulenger, 1894 : Catalogue of the Snakes in the British Museum (Natural History). Volume II., Containing the Conclusion of the Colubridæ Aglyphæ, p. 1-382 (texte intégral).
- McCranie & Villa, 1993 : A new genus for the snake Enulius sclateri (Colubridae: Xenodontinae). Amphibia-Reptilia, vol. 14, no 3, p. 261-267.